# Heteropoda laai
Heteropoda laai là một loài nhện trong họ Sparassidae.
Loài này thuộc chi Heteropoda. Heteropoda laai được Peter Jäger miêu tả năm 2008.